# Bradypus variegatus
El perico ligero, perezoso o perezoso bayo (Bradypus variegatus) es una especie de perezoso tridáctilo de la familia Bradipodidae, perteneciente al orden Pilosa, propia de Centroamérica y Sudamérica. Fue declarado cómo símbolo nacional de Costa Rica, representando la fauna de este país.
Es la especie más distribuida y común del grupo, hallándose en muchos y diferentes ambientes, incluyendo selvas siempreverdes, bosques secos y áreas naturales profundamente perturbadas. Es solitario, nocturno y diurno, alimentándose de hojas de muchas especies de árboles.
La hembra emite un lamento fuerte, estridente, durante la estación de apareamiento para atraer machos. Es un alarido que suena onomatopeycivamente como un "ay ay" y por tal motivo ha recibido este nombre de parte de varias etnias que habitan o habitaban su hábitat.

## Nombres comunes
En general, se le conoce como perezoso bayo, perezoso grisáceo y perezoso de tres dedos, aunque tiene diversos nombres locales. En Costa Rica, se le conoce también con los nombres de perica ligera o cúcula. En Perú, recibe el nombre de pelejo, y en Brasil, preguiça-de-bentinho.

## Biología y comportamiento

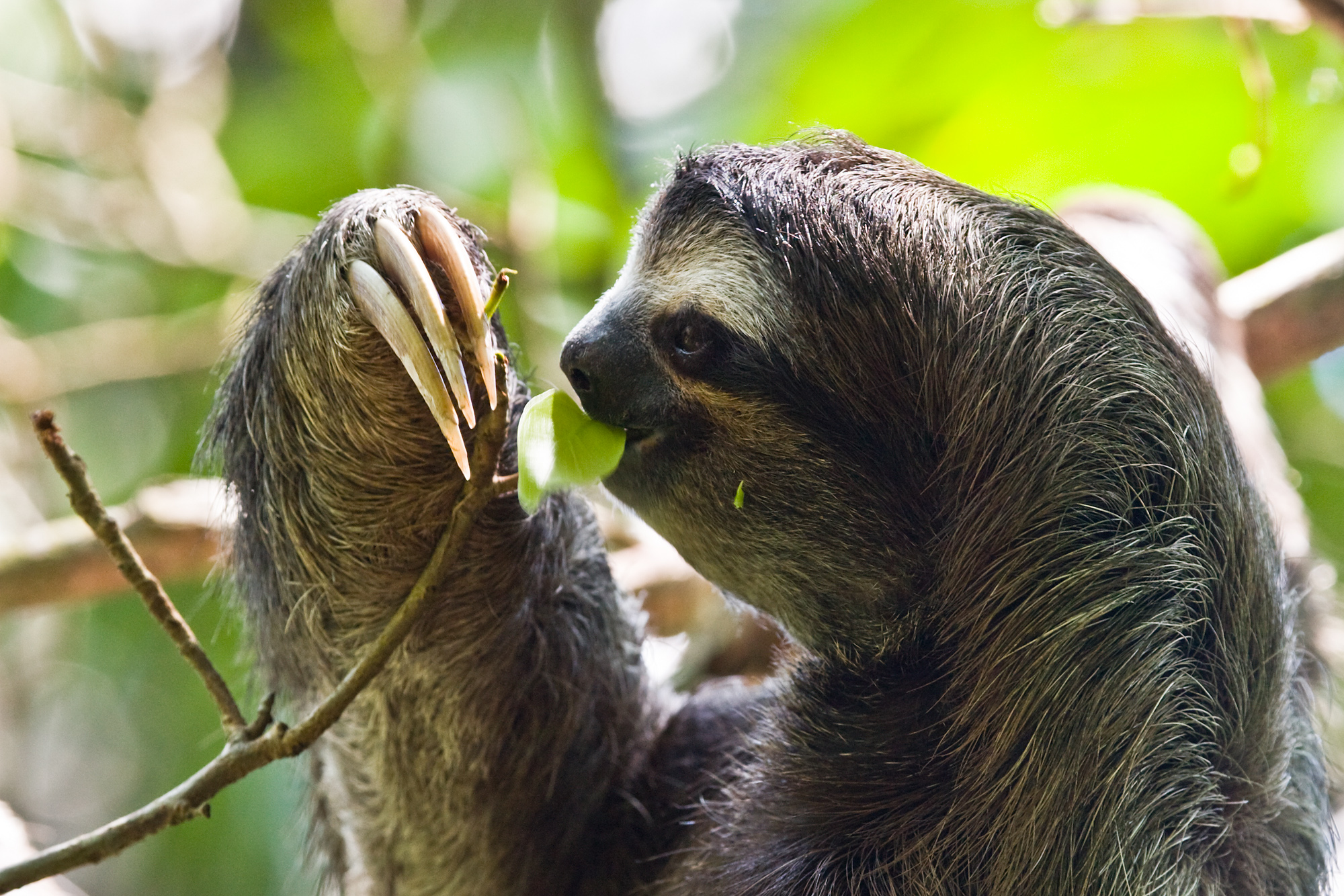
Perezoso de tres dedos, fotografía tomada en el Parque Nacional Cahuita en el sureste de Costa Rica.

### Descripción
Es un animal mediano, con una longitud entre 400 y 770 mm, incluyendo la cabeza, la cual es redonda con la nariz achatada, con una trompa pequeña y oscura, descrita como similar a la de un cerdo o mono sonriente. Las orejas no son visibles. El cuerpo posee aspecto rechoncho, con las sus extremidades anteriores más largas que las posteriores. Las patas delanteras poseen cinco dedos, tres de los cuales tienen garras prominentes. Posee pelaje de color gris a marrón o beis. Sobre los ojos presenta una máscara oscura, y posee pelaje blanco sobre la frente. El pelo de la cabeza puede ser más corto y denso. El macho presenta una mancha de color anaranjado con una línea central negra, o bien, manchas negras, sobre la parte media del lomo. La cola es muy pequeña, entre 40 y 90 mm.
Los perezosos descienden aproximadamente una vez cada ocho días para defecar en el suelo. La razón y el mecanismo detrás de este comportamiento han sido debatidos durante mucho tiempo entre los científicos. Existen al menos cinco hipótesis: 1) fertilizar árboles cuando las heces se depositan en la base del árbol; 2) cubrir las heces y evitar la depredación; 3) comunicación química entre individuos 4) recoger nutrientes traza en sus garras, nutrientes que luego son ingeridos y 5) favorecer una relación mutualista con las poblaciones de polillas de su pelaje. Más recientemente ha surgido una nueva hipótesis, la cual presenta evidencia en contra de las anteriores y propone que todos los perezosos actuales desciendes de especies que defecaban en el suelo, y simplemente no se ha dado suficiente presión selectiva para abandonar ese comportamiento, ya que los casos de depredación al defecar son en realidad muy escasos.

### Alimentación
Exclusivamente herbívoro, su alimentación comprende en su mayoría hojas jóvenes, brotes, retoños, y en algunos casos frutos. se alimentan de una gran variedad de árboles, pero se ha observado preferencia por el género Cecropia (Guarumo).

## Situación de las poblaciones más australes
Bradypus variegatus es categorizado como "en peligro crítico" o "probablemente extinta" en Argentina. En esa república fue registrado en su extremo norte —en la zona de Orán (Salta)— y en el extremo nordeste —en Misiones—, en ambos casos por Eduardo Holmberg. El último registro del nordeste es de mediados del siglo XX, con una captura en el departamento San Pedro (provincia de Misiones), si bien el ejemplar se ha perdido. La única piel de un ejemplar capturado en la Argentina se encuentra en el The Field Museum of Natural History de la ciudad de Chicago, estado de Illinois (Estados Unidos); es de procedencia "Jujuy" y lleva el número 21672. La intensa caza, para emplear su piel para confeccionar "sobrepuestos" utilizados en el "apero criollo" (bajo el nombre de «sobrepuestos de "perico ligero"») y la destrucción y poblamiento de las selvas misionera y de las yungas, puso fin a las poblaciones australes de la especie, pues también estaría extinto en el sur de Bolivia y de Brasil.

## Subespecies
- Bradypus variegatus boliviensis Gray, 1871
- Bradypus variegatus brasiliensis Blainville 1840
- Bradypus variegatus ephippiger Philippi, 1870
- Bradypus variegatus gorgon Thomas. 1827
- Bradypus variegatus infuscatus Wagler, 1831
- Bradypus variegatus trivittatus Cornalia, 1849

## En la cultura popular
A partir del año 2011, el perezoso de tres dedos aparece retratado en el reverso de los billetes de ₡10.000 de Costa Rica, país donde fue declarado Símbolo Nacional.